# Baen Books
Baen Books ([ˈbeɪn]) — американське видавництво наукової фантастики та фентезі. У науковій фантастиці наголошується на космічній опері, жорсткій науковій фантастиці та військовій науковій фантастиці. Компанію було засновано в 1983 році видавцем і редактором наукової фантастики Джимом Баєном. Після його смерті 2006 року на посаді видавця його змінив Тоні Вайскопф, який довго займав посаду виконавчого редактора.

## Історія
Baen Books було засновано в 1983 році на основі домовленості між Джимом Беном і Simon & Schuster. Компанія Simon & Schuster переживала масштабну реорганізацію і хотіла найняти Бейна, щоб він очолив і відновив лінію наукової фантастики свого підрозділу Pocket Books. Baen, за фінансової підтримки деяких друзів, відповів на пропозицію заснувати нову компанію під назвою Baen Books і надати Simon & Schuster для розповсюдження лінійку наукової фантастики.
Відповідно до «Книжкового підсумку» Локуса ' 2004 рік, Baen Books було дев'ятим найактивнішим видавництвом у США за кількістю виданих книг у зазначених жанрах і п'ятим найактивнішим видавництвом, що спеціалізувалося на науковій фантастиці, видавши загалом 67 назв (з яких 40 були оригінальними). Важко судити про якість, але, виходячи з того, скільки разів видання Baen Books з'являлося у списках бестселерів найбільших книготорговельних мереж, воно посідає сьоме місце серед найпопулярніших видавництв наукової фантастики. У 2005 році Baen піднялося на восьму позицію за загальною кількістю виданих книг, випустивши 72 книги (з яких 40 були оригінальними виданнями).

## Електронне видання
Починаючи з середини 1999 року Baen наголошував на електронному видавництві та орієнтованому на Інтернет просуванні своїх публікацій. Дискусії в барі Баена переконали його зробити це. Електронна стратегія Baen вичерпно пояснюється в серії «листів» або «есе» під назвою The Prime Palaver від Baen Free Library «First Librarian» Еріка Флінта, але в двох словах наголошується на розповсюдженні незашифрованих цифрових версій її творів безкоштовно схем захисту від копіювання керування цифровими правами через Baen Ebooks (раніше Webscriptions, яка формально не була частиною Baen Books, але фактично була незалежним електронним видавцем). Бейн і його наступники вважають, що DRM приносить видавцю більше шкоди, ніж користі. Відповідно, Baen також робить увесь свій каталог доступним у різних форматах для завантаження та зазвичай ціни на електронні версії своїх книг не нижче, ніж ціни на видання в м'якій обкладинці, і отримує від цього прибуток. Відповідно до нарисів науково-фантастичного електронного журналу Baen's Jim Baen's Universe, який також редагував Флінт, ця стратегія з часом стає сильнішою та пліднішою, особливо з появою пристроїв для читання електронних книг, таких як Amazon Kindle і Barnes & Noble Nook.

### Baen's Bar
Спочатку компанія інвестувала ресурси в «Baen's Bar», свою онлайн-службу спільноти, яка надає форум для взаємодії клієнтів, авторів і редакторів, починаючи як BBS. На початку 2000-х один блогер написав: «Як і будь-який інший видавець, Джим Бейн створив веб-сайт. Але кілька його авторів і друзів-фанів переконали його розмістити клієнт чату на своєму сайті. Оскільки він був зацікавлений і кілька Ці автори (наприклад, Джеррі Пурнелл, колишній колумніст журналу Byte) були дуже підкованими в Інтернеті, тому клієнт чату перетворився на неймовірно активну спільноту під назвою Baen's Bar».
15 лютого 2021 року американський письменник Джейсон Сенфорд опублікував через Patreon таке: «Книжковий форум Baen використовується для пропаганди політичного насильства». Видавець Тоні Вайскопф оприлюднив заяву про те, що бар залишатиметься закритим до розслідування. Сайт відновлено 9 квітня 2021 р.

### Веб-підписки Baen
Окрім продажу окремих назв в електронному форматі, Baen розповсюджує серійні електронні версії нових книг за зниженими цінами у щомісячних пакетах. Ці місячні пакети Baen, які спочатку називалися Webscriptions, плануються за три місяці до публікації в друкованому вигляді. Webscription.net був створений кращим веб-експертом Baen Арнольдом Бейлі, який також продавав електронні книги іншим видавцям. На початку 2012 року вебсайт Webscription.net було оновлено, перейменовано на Baen Ebooks і перенесено на baenebooks.com. Незважаючи на нову назву, Baen Ebooks продовжує продавати електронні книги для інших видавців, зокрема, конкурента у жанрі наукової фантастики Night Shade Books.
Стандартне налаштування Baen базується на щомісячних пакетах. Щомісяця, незалежно від того, які книжки Baen виходять у паперовому вигляді (м'яка або тверда обкладинка, нові чи перевидані), вони об'єднуються в пакети за фіксованою ціною (наразі 20 доларів) незалежно від кількості книг (історично 4–9 книг, у середньому 5–6). Щомісячні набори Baen випускаються частинами за три місяці до фізичної публікації. Перша частина, випущена за три місяці до паперової публікації, включає приблизно половину кожної книги в наборі, а деякі книги зазвичай включаються повністю. Друга частина, що виходить за два місяці до друкованої публікації, містить приблизно три чверті, а третя частина, що виходить 16 числа місяця перед офіційним друком, містить повний текст. Перші дві частини зазвичай доступні лише у форматі HTML, тоді як остання включає всі підтримувані формати. Кожну частину можна придбати лише до 15-го числа місяця, що передує офіційному друкованому виданню, тобто приблизно в той час, коли надруковані книги потрапляють у роздрібну торгівлю до грудня 2012 року пакети залишалися у продажу необмежений час).
Інший спосіб розповсюдження, який використовує видавництво Baen для деяких своїх нових видань, — це пропозиція eARC (електронних копій для попереднього читання) за 3-5 місяців до публікації. Вони продаються як преміум-продукт для шанувальників, яким обов'язково потрібно прочитати книгу зараз, коштують 15 доларів за одну назву і можуть відрізнятися від остаточного тексту (оскільки є електронною версією). Після друкованої публікації «вичищена і доопрацьована» електронна копія доступна як в Інтернеті через щомісячний пакет, так і як окрема книга (ціна варіюється від $7 до $10, старіші книги коштують менше).
Електронні версії Baen випускаються у п'яти поширених форматах (HTML, Palm Pilot/Mobipocket/Kindle, Rocketbook, EPUB/Stanza, Sony LRF, RTF та MS Reader), всі вони не зашифровані, що різко контрастує зі стратегією решти електронних видавництв. Джим Бейн не любив портативний формат документів Adobe для цілей читання, але Baen Ebooks пропонує деякі назви не Baen у цьому форматі. Коли клієнти купують книгу в Baen, вони можуть читати її онлайн або завантажувати в будь-якому форматі так часто, як хочуть. Baen започаткував паралельну практику використання рекламних компакт-дисків із дозвільними ліцензіями на авторське право, які містять багато стабільних авторських робіт. Незалежно від того, завантажено чи на CD-ROM, вихідний матеріал доступний у всіх форматах, які підтримує Baen.
Переважна більшість книг, виданих видавництвом «Баєн», все ще доступні в електронному вигляді, навіть після того, як їхні версії у твердій чи м'якій обкладинці вийшли з друку. Це особливо важливо для видань із середнього списку, які рідко перевидаються. До грудня 2012 року також можна було придбати старі щомісячні підписки.
У своїх маркетингових кампаніях видавництво Baen широко використовує безкоштовний контент. Наприклад, безкоштовні зразки розділів книг зазвичай доступні на вебсайті Baen. «Безкоштовна бібліотека Baen» надає вільний доступ до десятків назв з бек-листа компанії, часто це перша книга, опублікована в серії авторів Baen. Baen також надає безкоштовні електронні копії своїх книг читачам, які є сліпими, паралізованими, страждають на дислексію або ампутації.
Акцент Baen на електронному видавництві викликав висвітлення компанії в пресі. У 2001 році журнал Wired описав Webscriptions як «інноваційний». Чарльз Браун, видавець журналу Locus, високо оцінив підхід Baen в інтерв'ю The New York Times, сказавши, що «Baen довів, що розміщення електронних версій книг не змешнить вам продажів. Це дає вам більшу аудиторію для всіх. Як наслідок, у них вийшло досить добре».

### Журнальні експерименти
Перший запуск Baen у журнальному стилі видання книг відбувся наприкінці 1970-х років, у формі Destinies, щоквартального «bookazine», який показував художню та науково-популярну літературу відомих і нових авторів, яких Baen просував. Він був опублікований Ace, де на той час працював Беен. Під егідою Baen Books у 1980-х роках він видав ще дві книжкові серії. Першим був Far Frontiers. Другим був New Destinies під редакцією Бейна, Елізабет Мітчелл і Майкла А. Бенкса.

#### Ґрантвілльський вісник
Baen розпочав експериментальну публікацію Ґрантвілльського вісника, серії антології електронного журналу, спеціально пов'язаної з популярним пленумом з альтернативної історії серії"1632". Вісник є професійно відредагованими та затвердженими фанфіками. Вони публікуються за регулярним графіком і доступні окремо на Baen Books чи Amazon, або за підпискою.

#### Всесвіт Джима Бейна
На початку 2000-х Бейн знову спробував видавати журнали, заснувавши два самоокупні електронні журнали з окремим персоналом для кожного, обидва очолювані Еріком Флінтом: «Всесвіт Джима Бейна» і Ґрантвілльський вісник серія, яка була переконфігурована після Ґрантвілльського вісника V.
Антологія фантастики Baen's Universe для широкої аудиторії доступна лише онлайн. Приблизно 120 000 слів, ця остання публікація є надзвичайно великою у порівнянні з більшістю традиційних друкованих видань науково-фантастичних журналів, і середній розмір нещодавно реконфігурованого Вісника є аналогічно щедрим.

### Ідентифікатори цифрових об'єктівBaen(DOI)
З 1999 по 2011 рік електронні книги Баєна випускалися Webscriptions за контрактом з Baen Books у різних (принаймні п'яти) поширених цифрових форматах. Оскільки ці численні формати ускладнюють проблему ідентифікації електронних версій, Baen і Webscriptions не використовували DOI для ідентифікації своїх електронних книг (хоча деякі з їхніх книг мали DOI). Практика електронних e-ARC також ускладнює ситуацію з «датами публікацій», оскільки перший опублікований текст з'являється за два-три місяці до виходу друкованої копії, хоча опублікований текст не є гарантовано повністю відредагованим — і тому іноді відрізняється від остаточної, повністю відредагованої, версії. Таким чином, як і у випадку з Ґрантвілльським вісником, дата електронної публікації випереджає дату виходу друкованої копії приблизно на два місяці — інтервал перед виходом останньої третини і друкованого видання у твердій обкладинці одночасно.

## Автори та твори

### Автори
Автори, чиї роботи були опубліковані Baen:
- Андре Нортон
- Ендрю Денніс
- Енн Даунер
- Бред Р. Торгерсен
- Керолайн Черрі
- Кетрін Азаро
- Чарльз Шеффілд
- Крістофер Руоккіо
- Д. Дж. Батлер
- Дейв Фрір
- Девід Дрейк
- Девід Вебер
- Елізабет Мун
- Ерік Флінт
- Естер Фріснер
- Грегорі Фрост
- Гаррі Тертлдав
- Голлі Лісл
- Говард Ендрю Джонс
- Джеймс П. Гоґан
- Джейн Ліндсколд
- Джеррі Пурнелл
- Джоді Лінн Най
- Джоел Розенберг
- Джон Рінго
- К. Д. Вентворт
- Карл Едвард Вагнер
- Лайон Спрег де Кемп
- Ларрі Корея
- Ларрі Нівен
- Лоїс Макмастер Буджолд
- Марк Л. Ван Наме
- Мерседес Лекі
- Майкл Ши
- Майкл З. Вільямсон
- Пет Годжилл
- Пол Чейф
- Пол Андерсон
- Роберт А. Гайнлайн
- Роберт Аспрін
- Роберт Бюттнер
- С. М. Стірлінг
- Сара А. Гойт
- Шерон Лі
- Спайдер Робінсон
- Стів Міллер
- Стів Вайт
- Тімоті Зан
- Том Кратман
- Тревіс С. Тейлор
- Вірджинія ДеМарс

### Серії
Серії, опубліковані Baen:
- Серія «1632» / Серія «Вогняне кільце».
- Серія «Велізарій»: передумова цієї науково-фантастичної (точніше про альтернативну історію) серії полягає в тому, що війна між двома конкуруючими суспільствами в майбутньому перекинеться на Землю VI століття.
- «Боло»
- «Дівчата в кольчузі»: серія антологій, присвячених цій темі, упорядкована Естер Фрізнер.
- «Фрігольд»
- «Герої в пеклі»
- «Всесвіт Гонор Гарінґтон»
- «Спадщина Альденати»
- «Всесвіт Ліаден»
- «Імперія людини»
- «Радж Вайтголл»
- «Бардівська казка»: серія книг, заснована на однойменній серії комп'ютерних ігор.
- «Людо-кзинські війни»: спільний всесвіт, заснований на конфліктах Кзині у всесвіті Відомого космосу Ларрі Нівена, у якому представлені письменники, обрані особисто Нівеном.
- «Сага про Форкосиганів»
- «Війна між провінціями»
- «Командувач крила»: Baen опублікував сім романів «Командувача крила» з 1992 по 1999 рік (починаючи з «Польоту свободи» Мерседес Лакі та Еллен Гуон і закінчуючи «Хибними кольорами» Вільяма Р. Форстчена та Ендрю Кіта), включаючи новелізації двох ігор, Wing Commander III: Heart of the Tiger і Wing Commander IV: The Price of Freedom.